# Museo archeologico nazionale di Cosa
Het Museo Archeologico Nazionale di Cosa "Nationaal archeologisch museum van Cosa" is een Italiaans archeologisch museum dat zich bevindt zich in Ansedonia, in de gemeente Orbetello.

## Geschiedenis
Het museum werd in 1981 opgericht met financiering van de Italiaanse staat en de American Academy in Rome. Het museumgebouw is gebouwd op de plaats van het Romeinse huis van de schat, in het centrum van Cosa. Vanaf 1948 vonden in Cosa onder leiding van de Amerikaanse archeoloog Frank Edward Brown opgravingen plaats. Brown wilde al snel een lokaal museum oprichten om de vondsten te kunnen tonen. In eerste instantie werden deze bewaard in een gebouwtje dat op de capitoolheuvel was neergezet en eind jaren zeventig werd begonnen met de bouw van een permanent museum. Het museum werd gebouwd op de resten van het al onderzochte huis van de schat, ook wel het huis van Quintus Fulvius genoemd. De andere huizen aan de straat, door de onderzoekers straat M genoemd, waren ook onderzocht en werden bij het museum betrokken; de versierde betonvloer van het huis van het skelet werd overdekt en ligt naast het museumgebouw. In 1997 werden twee nieuwe ruimtes gebouwd. En studieruimte en een tentoonstellingsruimte voor de vondsten uit de haven Portus Cosanus, die de jaren daarvoor was opgegraven.

## Collectie
De tentoongestelde collectie bevat met name Etruskische en Romeinse archeologische vondsten uit de Etruskische plaats Cusia, het huidige Ansedonia, en de Romeinse kolonie Cosa. Een groot deel van de verzameling bestaat uit keramiek, maar er bevinden zich ook glazen en metalen voorwerpen in de collectie. Daarnaast zijn er diverse sculpturen en gereconstrueerde fresco's te zien.